# ابراهیم باکر
ابراهیم باکر (۱۸۵۶–۱۹۴۳م) فقیه حنفی، ادیب و شاعر لیبیایی بود که با لقب «شیخِ مشایخ» تکریم می‌شد. اهل طرابلس بود و هشت سال در دمشق سکونت داشت. هنگامی که به کشور خود بازگشت، در دیوان عالی کشور به عنوان «حاکم» منصوب شد و تا پایان عمر، به مدت ۱۵ سال این منصب را داشت. در مذهب حنفی فتاوی، در ادبیات منظومه و رساله‌ای در علم البیانو رساله‌ای در المنطق را نگاشت.